# Earth Tour
Tournées par Prince
3121 Las Vegas Residency
(2007) LotusFlow3r Tour
(2009)
Earth Tour est une série de concerts donné par Prince à Londres au cours de l'été 2007. Planet Earth est l'album en promotion.

## Histoire
Le 4 février 2007, Prince fait le spectacle de la mi-temps du Super Bowl XLI. Cette performance de 15 minutes, Prince y joue We Will Rock You, Let's Go Crazy, 1999, Baby I'm A Star (avec des extraits de Proud Mary), All Along The Watchtower, Best of You et Purple Rain. Cette performance contient la même mise en scène que la tournée, on peut considérer que c'est un avant-goût.
L'O2 de Londres étant une salle venant d'ouvrir recherchait à attirer un maximum d'artiste célèbre. Prince fait partie des premiers à avoir eu la chance d'y jouer. 21 concerts donnés tous à guichet fermé, vendus en 48 heures. Mais la tournée est aussi passée, par l'Indigo2 en faisant 17 dates en même temps que la série à l'O2. Elton John a fait une apparition surprise le 13 septembre et avec Prince interpréta une reprise des Beatles "The Long and Winding Road". Après ce passage Prince fit d'abord un tour par Moscou et revint faire quatre concerts, aux États-Unis. 
Prince a établi un record avec 21 shows consécutifs à Londres dans une salle de 18 000 places. C'est pour battre se record que Michael Jackson s'est engagé 2 ans plus tard dans 50 concerts pour sa tournée d'adieu This Is It.
Par rapport aux shows de Las Vegas ou Los Angeles qui avaient lieu dans des salles de type Club, la dimension de cette salle permet d'envisager un spectacle de grande envergure. Comme pour la tournée Musicology en 2004, Prince a fait le choix d'une scène centrale. Celle-ci aura la particularité d'être découpée en forme de Symbol.

## Groupe
- Prince : Chant et Guitare
- Joshua Dunham : Basse
- Cora Coleman Dunham : Batterie
- Renato Neto : Clavier
- Morris Hayes : Clavier
- Maceo Parker : Saxophone Alto
- Mike Phillips : Saxophone
- Greg Boyer : Trombone
- Lee Hogans : Trompette
- Shelby Johnson : Chant
- Marva King : Chant
- Maya McLean : Chant et Danse
- Nandy McLean : Chant et Danse

## Liste des Chansons
Le spectacle était divisé en 5 Act :
ACT I
1. "UK Music Hall of Fame video intro"
2. "Purple Rain"
3. "Girls & Boys" (avec une partie de "D.M.S.R.")
4. "Satisfied"
5. "Cream"
6. "U Got the Look"
7. "Shhh"
8. "Musicology"
9. "I Feel for You"
10. "Controversy" (inclut un morceau de "Housequake")
11. "What a Wonderful World" (Reprise de Louis Armstrong Instrumental joué par Renato Neto et Mike Phillips)

ACT II
1. "Somewhere Here on Earth"
2. "Lolita"
3. "Black Sweat"
4. "Kiss"
5. "If I Was Your Girlfriend"
6. "Pink Cashmere" (en plus "The One U Wanna C" accapela)
7. "7"
8. "Come Together" (Reprise de The Beatles)
9. "Take Me with U"
10. "Guitar"

ACT III
1. "Planet Earth"

ACT IV
1. "Crazy" (Reprise de Gnarls Barkley avec des apparitions de "One Nation Under a Groove" joué par Shelby J.)
2. "Nothing Compares 2 U"
3. "Let's Go Crazy"

ACT V
(Solo de guitare sèche)
1. "Little Red Corvette"
2. "Raspberry Beret"
3. "Sometimes It Snows in April"
4. "Get on the Boat"
5. "A Love Bizarre"
6. "Sexy Dancer"/"Le Freak" (chanté par Shelby J. et Marva King)

## Dates des concerts
| #                        | Date               | Ville     | Pays       | Salle                    | Audience |
| ------------------------ | ------------------ | --------- | ---------- | ------------------------ | -------- |
| Concerts à Londres       |                    |           |            |                          |          |
| 1                        | 1er août 2007      | Londres   | Angleterre | O2 Arena                 | 16 739   |
| 2                        | 2 août 2007        | Londres   | Angleterre | Indigo2                  | 2 350    |
| 3                        | 3 août 2007        | Londres   | Angleterre | O2 Arena                 | 16 739   |
| 4                        | 4 août 2007        | Londres   | Angleterre | O2 Arena                 | 16 739   |
| 5                        | 4 août 2007        | Londres   | Angleterre | Indigo2                  | 2 350    |
| 6                        | 5 août 2007        | Londres   | Angleterre | Indigo2                  | 2 350    |
| 7                        | 7 août 2007        | Londres   | Angleterre | O2 Arena                 | 16 739   |
| 8                        | 10 août 2007       | Londres   | Angleterre | O2 Arena                 | 16 739   |
| 9                        | 11 août 2007       | Londres   | Angleterre | O2 Arena                 | 16 739   |
| 10                       | 11 août 2007       | Londres   | Angleterre | Indigo2                  | 2 350    |
| 11                       | 14 août 2007       | Londres   | Angleterre | O2 Arena                 | 16 739   |
| 12                       | 15 août 2007       | Londres   | Angleterre | Indigo2                  | 2 350    |
| 13                       | 17 août 2007       | Londres   | Angleterre | O2 Arena                 | 16 739   |
| 14                       | 18 août 2007       | Londres   | Angleterre | O2 Arena                 | 16 739   |
| 15                       | 18 août 2007       | Londres   | Angleterre | Indigo2                  | 2 350    |
| 16                       | 19 août 2007       | Londres   | Angleterre | Indigo2                  | 2 350    |
| 17                       | 24 août 2007       | Londres   | Angleterre | O2 Arena                 | 16 739   |
| 18                       | 25 août 2007       | Londres   | Angleterre | O2 Arena                 | 16 739   |
| 19                       | 25 août 2007       | Londres   | Angleterre | Indigo2                  | 2 350    |
| 20                       | 26 août 2007       | Londres   | Angleterre | Indigo2                  | 2 350    |
| 21                       | 28 août 2007       | Londres   | Angleterre | O2 Arena                 | 16 739   |
| 22                       | 29 août 2007       | Londres   | Angleterre | Indigo2                  | 2 350    |
| 23                       | 31 août 2007       | Londres   | Angleterre | O2 Arena                 | 16 739   |
| 24                       | 1er septembre 2007 | Londres   | Angleterre | O2 Arena                 | 16 739   |
| 25                       | 1er septembre 2007 | Londres   | Angleterre | Indigo2                  | 2 350    |
| 26                       | 2 septembre 2007   | Londres   | Angleterre | Indigo2                  | 2 350    |
| 27                       | 6 septembre 2007   | Londres   | Angleterre | O2 Arena                 | 16 739   |
| 28                       | 7 septembre 2007   | Londres   | Angleterre | Indigo2                  | 2 350    |
| 29                       | 9 septembre 2007   | Londres   | Angleterre | O2 Arena                 | 16 739   |
| 30                       | 10 septembre 2007  | Londres   | Angleterre | Indigo2                  | 2 350    |
| 31                       | 12 septembre 2007  | Londres   | Angleterre | O2 Arena                 | 16 739   |
| 32                       | 13 septembre 2007  | Londres   | Angleterre | O2 Arena                 | 16 739   |
| 33                       | 14 septembre 2007  | Londres   | Angleterre | Indigo2                  | 2 350    |
| 34                       | 16 septembre 2007  | Londres   | Angleterre | O2 Arena                 | 16 739   |
| 35                       | 17 septembre 2007  | Londres   | Angleterre | Indigo2                  | 2 350    |
| 36                       | 19 septembre 2007  | Londres   | Angleterre | Victoria & Albert Museum | 150      |
| 37                       | 20 septembre 2007  | Londres   | Angleterre | O2 Arena                 | 16 739   |
| 38                       | 21 septembre 2007  | Londres   | Angleterre | O2 Arena                 | 16 739   |
| 39                       | 22 septembre 2007  | Londres   | Angleterre | Indigo2                  | 2 350    |
| Concerts Supplémentaires |                    |           |            |                          |          |
| 40                       | 29 septembre 2007  | Moscou    | Russie     | Kolomenskoe Park         | 250      |
| 41                       | 9 avril 2007       | Hollywood | États-Unis | Green Door               | 250      |
| 42                       | 26 avril 2007      | Coachella | États-Unis | Empire Polo Field        | 60 000   |
| 43                       | 10 octobre 2007    | New York  | États-Unis | Hotel Gansevoort         | 200      |
| 44                       | 10 octobre 2007    | New York  | États-Unis | Hotel Gansevoort         | 200      |